# بخش سانتا روزا (کاتامارکا)
بخش سانتا روزا (به اسپانیایی: Departamento Santa Rosa) یک منطقهٔ مسکونی در آرژانتین است که در استان کاتامارکا واقع شده‌است. بخش سانتا روزا ۱٬۴۲۴ کیلومتر مربع مساحت و ۱۰٬۳۴۹ نفر جمعیت دارد.